# Alestopetersius caudalis
Alestopetersius caudalis és una espècie de peix de la família dels alèstids i de l'ordre dels caraciformes que es troba a Àfrica: conca del riu Congo.
És un peix d'aigua dolça i de clima tropical (22 °C-26 °C). Els mascles poden assolir 6,2 cm de longitud total.